# Maláj harcos

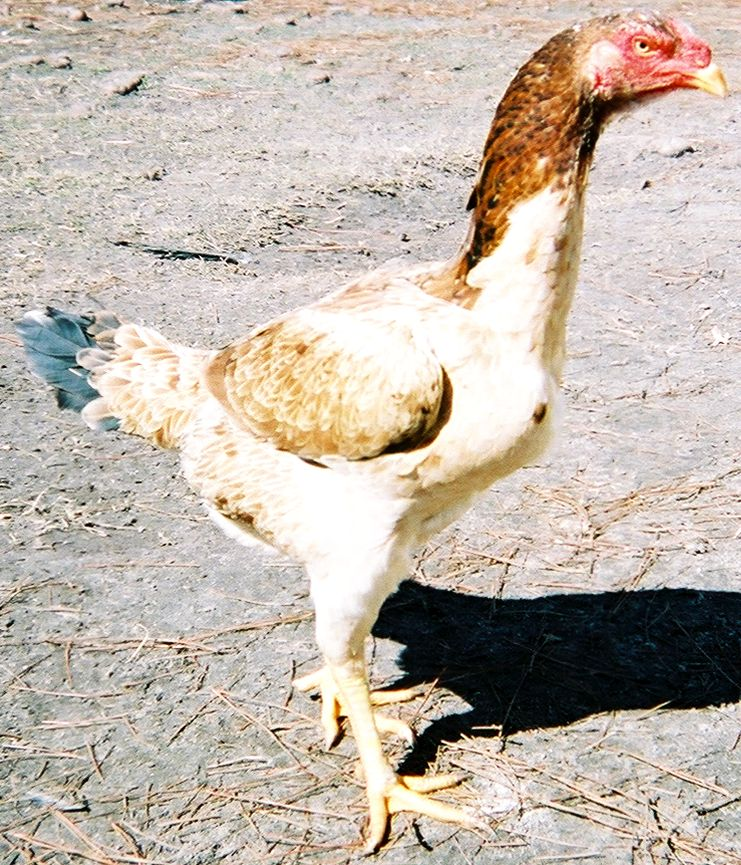
Maláj harcos tojó

A maláj harcos egy régi indonéz tyúkfajta.

## Fajtatörténet
Már korán bekerült Európába, és számos egyéb viador tyúkfajta kitenyésztéséhez felhasználták a maláj harcost.

## Fajtabélyegek, színváltozatok
Háta széles, hosszú. Farktollazata keskeny, nem túl hosszú. Melltájéka széles, kerek, erős. Szegycsont fajtatiszta állatoknál kissé „kidőlt”. Szárnyak rövidek, szélesek. Feje rövid, széles. Arca piros. Szemei narancsszínű, gyöngyszínű, gonosz tekintettel. Csőr erős, görbült, sárga vagy szarvszínű. Taraja kicsi, széles dudortaraj (pl. Szumátrai, Yokohama, Minohiki fajtáknál is). Füllebenyek nagyon kicsik, pirosak. Toroklebenye kicsi piros bőrlebeny. Nyaka hosszú, nyújtott. Combok hosszúak, erősek, izmosak, rövid tollazottal. Csüd hosszú, erős, sárga színű.  
Színváltozatok: Búza, porcelán, fehér, fekete, piros nyerges.

## Tulajdonságok
Élénk, harcias és támadó természetű, igen izmos jószág. Gonosz tekintetű, rövid tollazatú, megnyúlt testű, kinyújtott tartással.  
| Általános tulajdonságok: | Általános tulajdonságok:          |
| ------------------------ | --------------------------------- |
| Súlya                    | kakas 3,5-4,5 kg, tojó 2,5-3,5 kg |
| Gyűrűmérete              | kakas 24, tojó 22                 |
| Tenyésztojás tömege      | 50 g                              |
| Tojáshéj színe           | sárgásbarna                       |
| Éves tojáshozama         | 80 db                             |